# Frasses musikmuseum

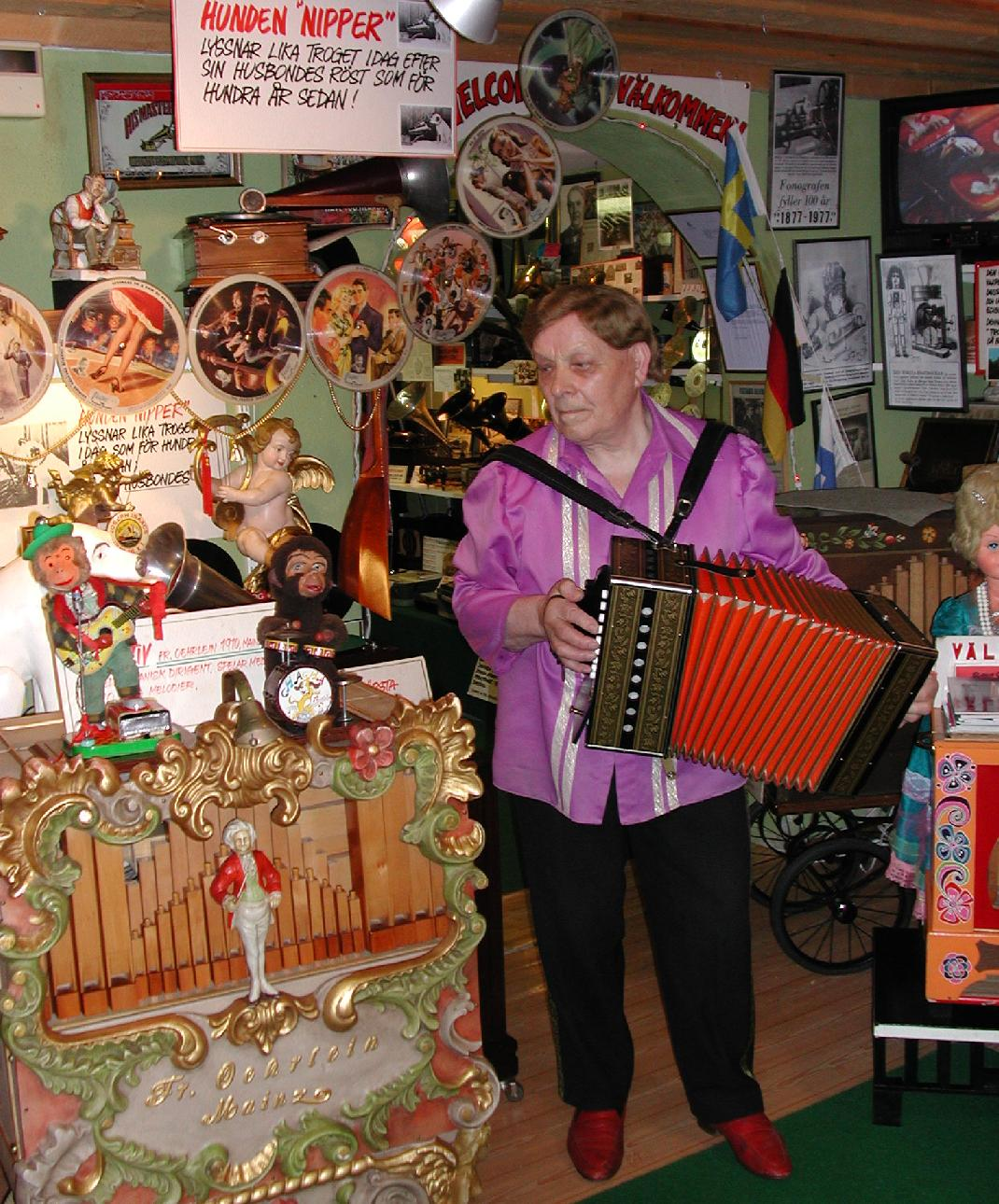
John "Frasse" Fransson demonstrerar ett självspelande dragspel

Frasses musikmuseum var ett museum över mekaniska musikinstrument, fonografer, speldosor, positiv med mera i Simrishamn. Museet skapades av John Fransson, tidigare fiskhandlare i Simrishamn. Museet öppnades 1981 och stängdes 2006. År 2014 återuppstod museet genom att samlingarna flyttades till Autoseum i Simrishamn.
Samtliga föremål tillhör Stiftelsen Frasses och Mariannes Musikmuseum. Styrelseordförande i Stiftelsen är Uno Levinsson, Simrishamn.

## Historia
John Fransson som allmänt kallades Frasse, började samla trattgrammofoner 1959 och under fem mycket intensiva år la han grunden till sin imponerande samling.
1964 läste Frasse för första gången om Thomas Alva Edison och blev så fascinerad av denna man att han inledde studier om Edison och ett intensivt samlande av Edison-fonografer. Samlingen har lockat många amerikanska besökare till museet.
Museet öppnade han tillsammans med sin livskamrat Marianne 1981, i den gemensamma bostaden på Peder Mörcks väg i Simrishamn. Förutom grammofoner och fonografer tillkom även många andra musikmaskiner som t.ex. speldosor och välljudande positiv som Frasse och Marianne då och då drog ut och uppträdde med på gator och torg.
Museet var öppet fram till 2006. John Fransson avled på julafton 2009. Hans sambo Marianne Nilsson avled 2012. Paret är begravda på Smedstorps kyrkogård.
Lagom till påsk 2014 återinvigdes Frasses och Mariannes Musikmuseum på Sveriges bil och motormuseum Autoseum i Simrishamn. Det "nya" Frasses musikmuseum har formgivits av Michael Löfström.